# 灯泡许水蚤
灯泡许水蚤（学名：Schmackeria bulbosa）为伪镖水蚤科许水蚤属的动物，是中国的特有物种。分布于广东等地，其生活环境为淡水，常生活于亚热带的池塘、湖泊和河流中。